# Света Сара
Света Сара, позната и као Сара ла Кали (fr. Sara-la-Kali, ромс. Sara e Kali), Кали Сара или Црна Сара (fr. Sara la noire), митска је заштитница ромског народа. Центар поштовања ове светице је насеље Свете Марије од Мора (fr. Saintes-Maries-de-la-Mer), регион Прованса-Алпи-Азурна обала. Место је ходочашћа за Роме у јужној Француској. Према легенди, Света Сара била је слушкиња једне од Три Марије и са њом је, током прогона раних хришћана у Јерусалиму стигла до обала Француске.

## Легенда о Три Марије
Према разним легендама, током великог прогона раних хришћана у Јерусалиму власти су предузеле све да уклоне Исусове сљедбенике, а посебно Апостоле и Исусове пријатеље. С том намером су у једну лађу без весала и једара присилно укрцали Лазара, кога је Исус васкрсао, његове сестре Марту и Марију, Марију Салому (мајку апостола Јована и Јакова), Свету Марију Клеофину и Салому и неколико Исусових ученика. Међу њима је била и Исусва ученица Сара ла Кали, родом из Горњег Египта, за коју неке легенде тврде да је била црна слушкиња једне од три Марије, најчешће Марије Клеофине. Намера јерусалимских власти била је да их усмртити без проливања крви - глађу, жеђу или у таласима Средоземног мора.
Божјим чудом лађа је врло брзо допловила до јужних обала Француске, у близини данашњег Марсеља. Како су Лазар и његови сапутници са брода говорили грчки, контакт са становништвом је лако успостављен. Нису се сви искрцали. У лађи су остале две Марије и Сара. Оне су отпловиле мало даље. Место које им је Свевишњи доделио за Евангелизацију добило је по њима име, које носи све до данас - Свете Марије од Мора (fr. Saintes-Maries-de-la-Mer).
Према другом предању, Сара је дочекала Три Марије када су стигле у Галију. Франц де Вил, у својој књизи „Традиција Рома у Белгији” из 1956. године, пише:
| „ | Међу првима који су примили прво Откривење била је Сара Кали. Била је племенитог рода и старешина свог племена на обалама Роне. Знала је тајне које су јој пренете ... Роми су у том периоду практиковли политеистичку религију, а једном годишње износили су на својим раменима кип богиње Инане (Астарте) и улазили у море да би примили благослов. Једног дана Сара је имала визије да ће доћи Свеци који су присуствовали Исусовој смрти и да им мора помоћи. Сара их је видела како стижу чамцем. Море је било немирно и чамац је претио да се преврне. Марија Салома бацила је огртач на таласе, а Сара је, користећи га као сплав, одпловила према свецима и помогла им да дођу до копна молећи се... | ” |

Иако легенда о доласку Три Марије у Француску потиче из касног средњег века, овај догађај помиње се и раније, на пример у најпознатијој средњовековној хагиографској збирци „Златна легенда” (lat. Legenda aurea, или „Легенда светаца” lat. Legenda sanctorum) из 13. века. Лик Свете Саре се први пут појавио у књизи Винсента Филипона, „Легенда о Светим Маријама” (fr. La Légende des Saintes-Maries) из 1521. године, где је представљена као добротворка која помаже људима прикупљањем милостиње, што је довело до општег уверења да је Циганка. После тога Роми у Сару су је усвојили као своју светицу.

## Светилиште
У насељу Свете Марије од Мора подигнута је у част Богородице у 12. веку црква Госпа од Мора, данас заштићена француским законом као споменик културе. У крипти ове цркве чувају се као реликвије статуе Марије Клеофине, Марије Саломе и Марије Магдалене. У крипти се налази и гроб Свете Саре ла Кали, као и њена статуа.

## Ходочашће
Сваке године 24. и 25. маја одржава се велика ромска свечаност у част Свете Саре. Дан ходочашћа је 24. мај. Тог дана статуа Свете Саре, заједно са статуама Марије Клеофине и Марије Саломе, односи се до мора да би се симболично поновио долазак у Француску. На светковини се окупља на хиљаде Рома католика из целе Европе, а највише из Француске, Италије, Румуније, Шпаније и Португалије.
После мисе у цркви креће процесија коју предводе коњаници са црвеном заставом на којој је златни крст, а многи учесници се труде да додирну статуе и целивају их, узвикујући „Живела Света Сара!”. Певајући и молећи се, процесија се са статуом спушта до обале и улази у море. Статуу, обучену у шарену, сваке године посебно направљену, циганску одећу, прскају морском водом. После овог обреда на обали мора следи молитва коју предводе свештеници Доминиканског реда. Молитви присуствује на хиљаде Рома, туриста и локалних становника, свечано обучених у провансалску народну ношњу.
У ову цркву долазе на на хиљаде Рома католика да ту крсте своју децу.

### Научне теорије
Неки аутори су направили паралеле између ове церемоније и поштовања хиндуистичке богиње Кали (облик Дурга ). Роналд Ли, у својој књизи Ромска богиња Кали Сара (engl. The Romani goddess Kali Sara) из 2001. године, наводи:
| „ | Ако упоредимо ову церемонију са церемонијама у Француској, у светишту Свете Саре (звана Сара е Кали на ромском), можемо увидети да је обожавање богиње Кали/Дурга/Сара пренесено на хришћанску фигуру ... у Француској, на непостојећу „светицу” звану Сара, која је заправо део обожавања богиње Кали/Дурга/Сара међу одређеним групама у Индији. | ” |

- Окупљање Рома у насељу Свете Марије од Мора 1852. године
- Процесија почетком 20. века
- Молитва на обали, са Бенедиктинским свештеницима, почетком 20. века
- Процесија 1917. године
- Окупљање Рома у насељу Свете Марије од Мора 1920. године
- Коњаници на процесији 1935. године

## Света Сара у популарној култури
Неки аутори, између осталих и Маргарет Старберд у књизи Христова изгубљена невеста и Свети грал и фрида Хаснаин у књизи Потрага за историјским Исусом (A Search for the Historical Jesus), а који се баве темама из псеудоисторијске у књизи Света крв, свети грал Мајка Бејџента, сугеришу да је Сара била ћерка Исуса Христа и Марије Магдалене. Ове идеје су популаризовали Ден Браун у свом роману Да Винчијев код, Ерон Манусов у роману Ахавин сан (Ahavah's Dream), и Елизабет Канингем у Хроникама Маеве (The Maeve Chronicles). Локално становништво одбацује ове спекулације.
- У роману Линија Розабал (The Rozabal Line), аутор Ашвин Санги износи да се Сара ла Кали односи на три хиндуистичке богиње - Сарасвати, Лакшми и Кали - богиње знања, богатства и моћи, које симболизују тројство женске моћи.[18]
- У роману Паула Коеља Вештица из Портобела, Света Сара се помиње неколико пута.[19]
- Радња трилера Караван за Вакарес (Caravan to Vaccarès) Алистера Меклина из 1970. године смештена је у време ходочашћа у Сант Мари ду ла Мер.
- Статуа Свете Саре појављује се у документарном филму Тонија Гатлифа Latcho drom (Сигурно путовање), из 1993. године, где се приказује процесија током које је односе у море.
- У француском играном филму Коркоро (Korkoro) из 2009. године, чији је аутор такође Тони Гатлиф, Роми се често моле Светој Сари.
- Шведски стрит-арт уметник Цзон (Czon) осликао је 2018. године портрет Саре Ла Кали испред цркве у Сант Мари ду ла Мер-у[20]